# Chrysolina cinctipennis
Chrysolina cinctipennis — вид хризомелин семейства листоедов.

## Распространение
Встречается возле бассейна реки Дунай, в Северо-Восточной Европе и в Центральной Азии.